# 広貫堂
- 広貫堂
- 廣貫堂

株式会社廣貫堂（こうかんどう、広貫堂、英: KOKANDO Co.,Ltd.）は、日本の医薬品製造メーカー。本社は富山県富山市。

## 概要
この会社の主力は医療用医薬品や一般用医薬品ではなく、富山の伝統産業となっている「富山の売薬（配置販売業）」である。このため、病院や薬局でこの会社の商品を見かけることは余り無い。
しかし近年は配置薬以外の分野も積極的に手がけ、薬都広貫堂、広貫堂薬品販売、日本薬剤、などのグループ会社を通じて特にプライベートブランドとして一般用医薬品や食品を発売している。
社名の由来は前田正甫が「広く救療の志を貫通せよ」と言ったことから広貫堂となったと伝えられている。

## 歴史
- 1876年（明治9年）9月 - 廃藩置県により「反魂丹役所」が廃止され、当時の富山町の売薬業者が相寄って「富山廣貫堂」を設立[1]。
- 1894年（明治27年）2月 - 業者育成のため、私立共立薬学校（現・富山大学薬学部）を設立。
- 1914年（大正3年）9月22日 - 資本金50万円の会社組織に改組し、株式会社廣貫堂と改称された[2]。
- 1935年（昭和10年）5月10日 - 本社工場が新築落成[3]。
- 1944年（昭和19年）11月 - 合同製薬、富山県製薬、富山薬剤を吸収合併、資本金190万5千円になる。
- 1945年（昭和20年）10月25日 - 富山大空襲により焼失した工場の復興地鎮祭を挙行[4]。
- 1947年（昭和22年）10月30日 - 昭和天皇が行幸（昭和天皇の戦後巡幸の一環）[5]。
- 1959年（昭和34年）8月 - 資本金を1億円に増資。
- 1960年（昭和35年）6月 - 日本薬剤株式会社を設立。
- 1962年（昭和37年）10月 - 資本金を1億5千万円に増資。
- 1969年（昭和44年）5月25日 - 昭和天皇、香淳皇后が当工場へ行幸啓[6]。
- 1970年（昭和45年）12月 - 資本金を2億円に増資。
- 1975年（昭和50年）6月 - 資本金を3億円に増資。
- 2002年（平成14年）3月 - 資本金を13億95百万円に増資。
- 2003年（平成15年）10月 - メディフーズ株式会社を設立。
- 2004年（平成16年）
  - 4月 - 廣貫堂薬品販売株式会社を設立。
  - 12月 - 株式会社沖縄廣貫堂を設立。
- 2006年（平成18年）4月 - 薬都廣貫堂株式会社を設立。
- 2007年（平成19年）8月 - 廣貫堂薬品販売の子会社としてマルコ九州薬品販売株式会社、日本薬剤の子会社として株式会社HBCをそれぞれ設立。
- 2009年（平成21年）
  - 1月 - 資本金を21億45百万円に増資。
  - 3月 - 日本薬剤の子会社として株式会社ライフメディックを設立。
- 2011年（平成23年）9月 - 株式会社廣貫堂コリア、株式会社タイ廣貫堂を設立。
- 2012年（平成24年）10月 - 日本薬剤の子会社として株式会社広食を設立。
- 2013年（平成25年）
  - 3月 - 廣貫堂香港有限公司を設立。
  - 9月 - 廣貫堂ベトナムを設立。
- 2014年（平成26年）6月 - 株式会社廣貫堂マレーシア、株式会社廣貫堂シンガポールを設立。
- 2015年（平成27年）1月 - 合弁会社・株式会社廣貫堂＆共創未来アジアを設立。
- 2018年（平成30年）
  - 4月 - 大協薬品工業、内外薬品とともに、富山めぐみ製薬株式会社を設立。
  - 10月 - 子会社の廣貫堂H&F（ヘルスケア&フードサービス）を設立[7]
- 2021年（令和3年）06月 - 塩井貴晴が社長に就任

## 主な製品
- 六神丸S（ロクシンガン）
- 熊膽圓S（ユウタンエン）
- 廣貫堂 赤玉はら薬S
- 新マルコターンソフト
- 新カンボーエース - サンドラッググループPB商品
- サンリキソドリンクシリーズ

## 廣貫堂資料館

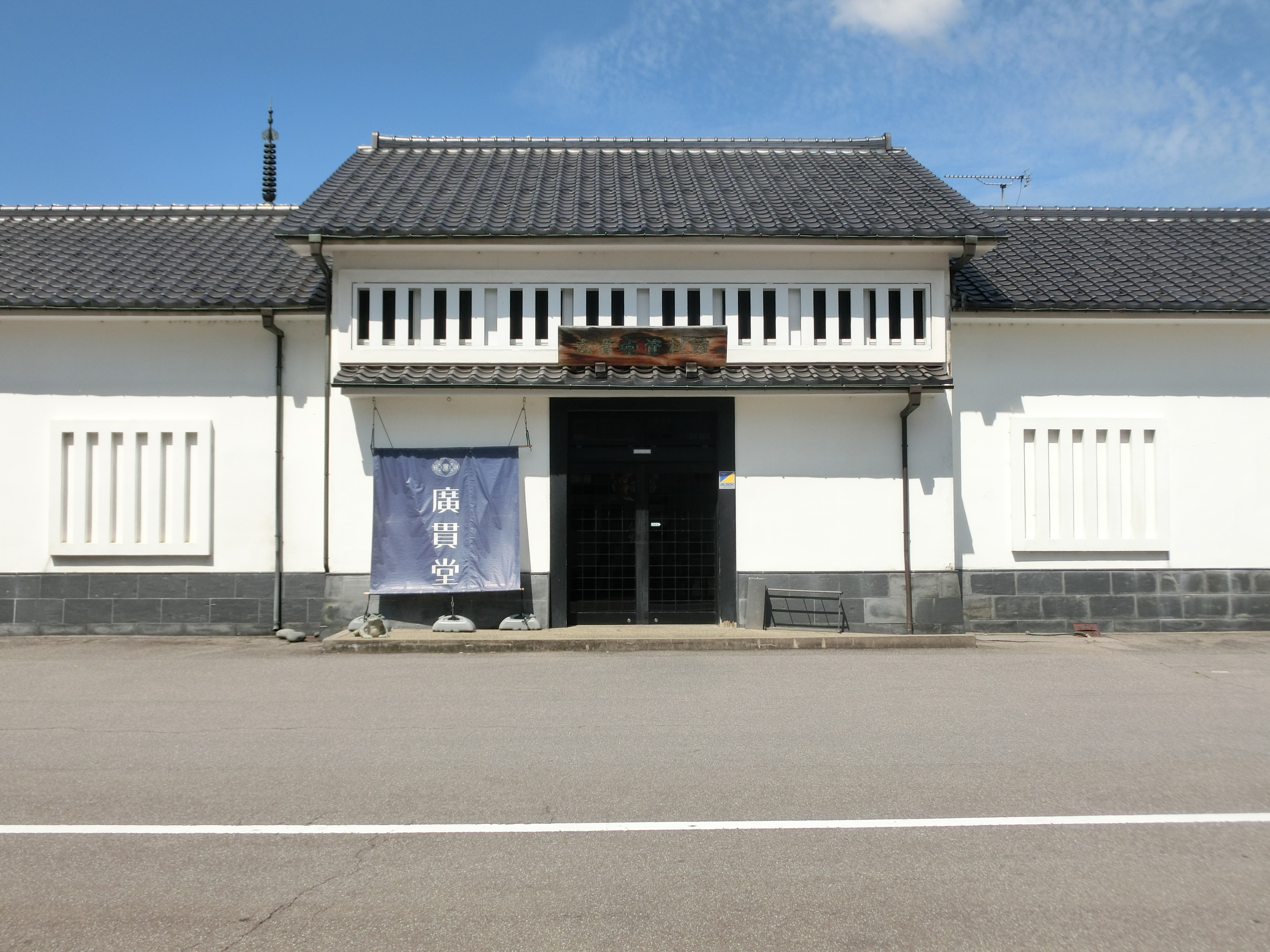
閉館した廣貫堂資料館

本社敷地内にあった300年以上続く、富山の売薬（配置販売業）の歴史紹介と史料、懸場（かけば）帳の展示、おまけとして配られた版画などが展示されている1960年代に開館した資料館であり、一般客も自由に見学できた。（10人以上は要予約）
コロナ禍の影響を受けて入場者の減少と、2021年10月に起した不祥事（後述）による業績悪化の立て直しに力を注ぐため、2022年3月25日をもって閉館した。なお来館者数は、1980年代には年間約3万人で、コロナ禍の2021年は約5千人であった。
アクセス
- 富山地方鉄道富山軌道線「広貫堂前停留場」下車後、徒歩約3分
- 市内周遊ぐるっとBUS南回りルート（毎日6便） 「広貫堂資料館」下車 すぐ

## 総曲輪レガートスクエア

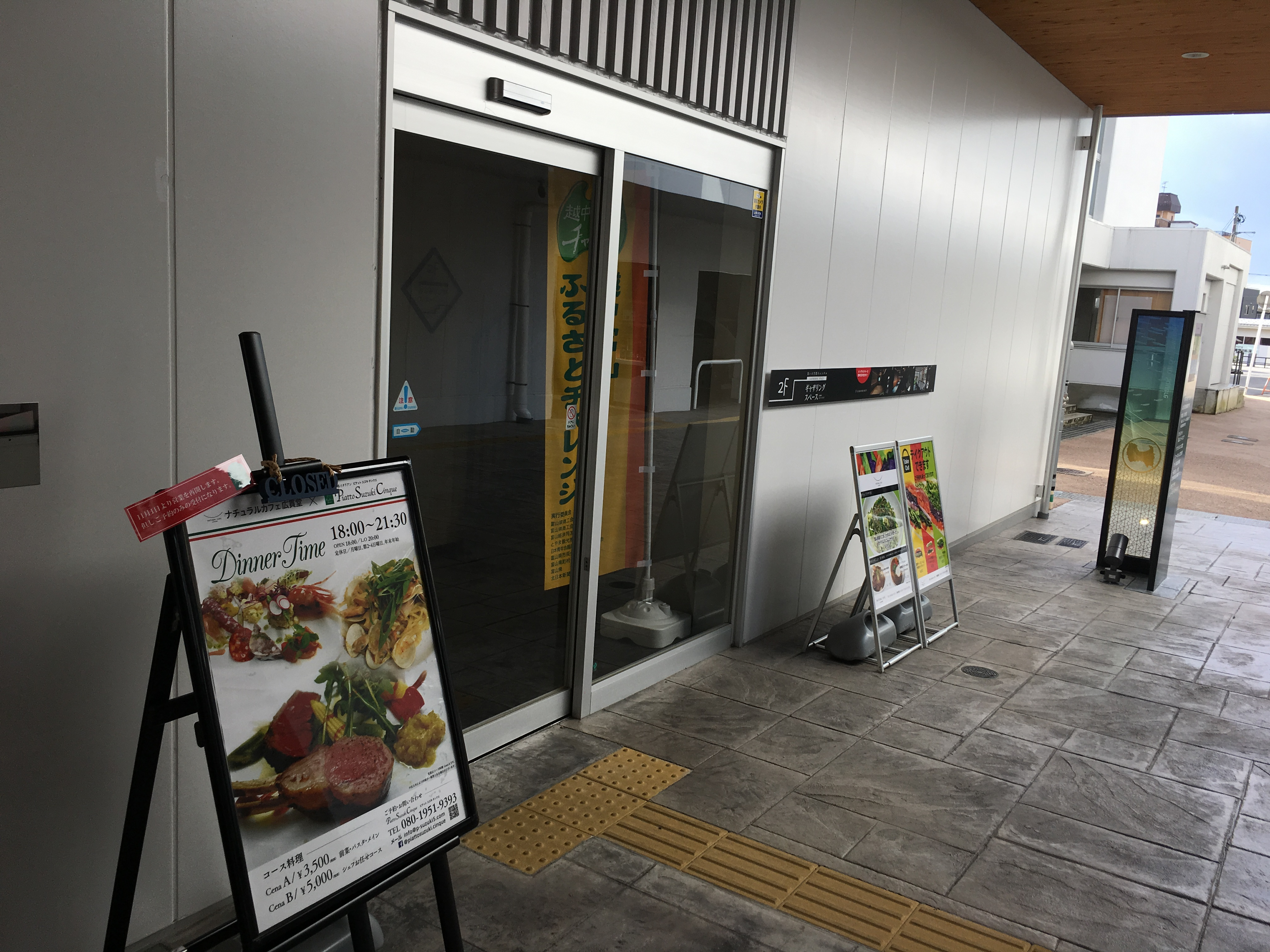
ナチュラルカフェの入り口（総曲輪レガートスクエア内）

富山市総曲輪の旧総曲輪小学校の跡地に2017年4月1日にオープンした総曲輪レガートスクエアに以下の3店舗をオープンした。
- 正統派イタリアンを提供する「バルツェル（BARZER）」※旧ナチュラルカフェ広貫堂
- 調剤薬局「ファーマみらい広貫堂薬局」
- 「ローソン富山総曲輪店」

このうち「バルツェル（BARZER）」は子会社の廣貫堂H&F（ヘルスケア&フードサービス）が運営していたが、コロナ禍の影響を受けて2021年9月に閉店した。

## 不祥事
2021年10月1日、富山県が広貫堂に無通告の立ち入り調査を実施したところ、不正製造していた医薬品1品が判明した。その後の調査により同年11月11日までに14品目の不正製造が発覚し、合計144万1870個を自主回収する事態となった。
2022年11月11日、富山県は、医薬品の製造や記録面で問題があり医薬品医療機器法に違反したとして、廣貫堂に業務停止命令を出すととともに、原因究明や法令順守体制の改革、１カ月以内の改善計画策定を求める業務改善命令を出した。ただし、市場で供給不足の懸念がある高血圧や糖尿病、てんかんなどの医療用医薬品26品目については、品質に問題がないことを確認したため、今回の命令に基づく製造停止の対象にはならない。
富山県によると、2021年10月の立ち入り調査の時点で製造していた全351品目のうち347品目で不備があったという。
広貫堂の塩井貴晴社長は記者会見で県から行政処分を受けたことを陳謝するとともに、遅くても1950年代から約70年間にわたり不適切製造していたと明らかにした。記者会見において、再発防止に向け、生産品目を2016年の466（自社品299、受託品167）から6割減となる180（自社品47、受託品133）に削減したことを報告。代表的な配置薬「広貫堂赤玉はら薬S」は製造中止する。